# Vorselaar

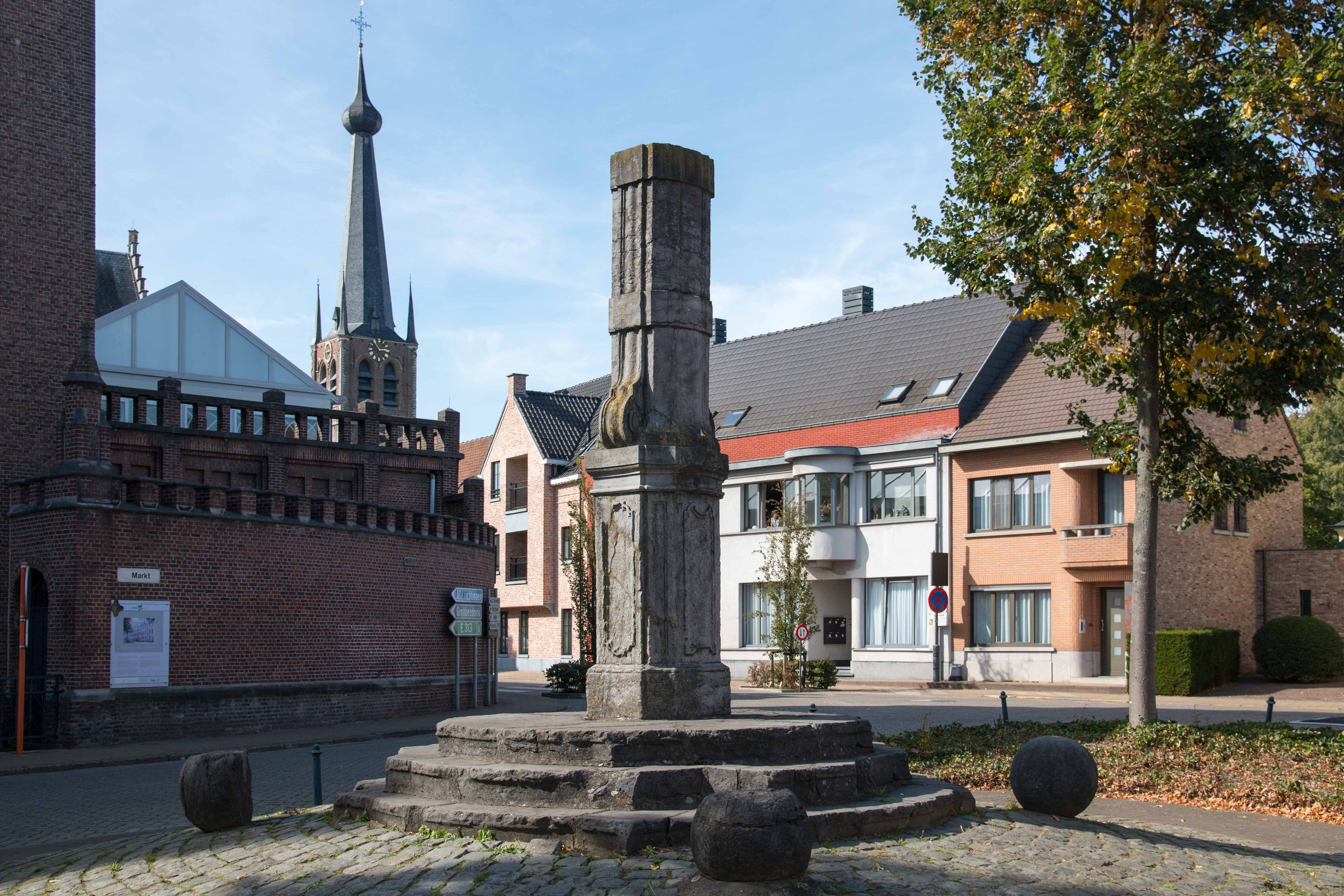
Schandpaal in Vorselaar

Vorselaar is een landelijke gemeente in de provincie Antwerpen. De Kempense gemeente telt 8000 inwoners en behoort tot het gerechtelijk kanton en kieskanton Herentals.

## Geschiedenis
In 1907 werd een bronzen standaard met Bacchuskop gevonden, uit de Gallo-Romeinse periode.
Vorselaar was onderdeel van het Land van Geel. Omstreeks 1273 kwam Vorselaar aan Arnolf van Rotselaer. Later was Cornelis van Bergen eigenaar van de heerlijkheid. In 1555 kwam deze aan Jan de Ligne en vervolgens aan families als van Arenberg, de Proost, de Pret en van de Werve.
Vorselaar was vooral een landbouwdorp hoewel er aanvankelijk veel woeste grond aanwezig was. In de loop van de 20e eeuw werkten veel inwoners in de steenbakkerijen van Rijkevorsel, de cementfabriek van Beerse en de havens van Antwerpen. Tot in de 20e eeuw bleef ook de verwerking van vlas, linnen en wol -in opdracht van handelaren uit de nabijgelegen steden- een belangrijke bestaansbron en daar kwam vanaf 1906 de diamantbewerking bij. In 1963 kwam er zelfs een diamantschool. Deze werd enkele decennia later als buurthuis ingericht.
In Vorselaar ontstond vanaf 1820 door de bezielende invloed van Lodewijk Vincent Donche (1769-1857) de congregatie van de Zusters der Christelijke Scholen van Vorselaar.

## Geografie

### Woonkernen
Binnen de gemeentegrenzen liggen geen andere kernen.

### Aangrenzende gemeenten
De buurgemeenten van Vorselaar zijn Grobbendonk, Herentals, Lille (deelgemeenten Lille, Poederlee, Gierle en Wechelderzande), Malle (deelgemeente Oostmalle), Zandhoven (deelgemeenten Pulderbos en Pulle) en Zoersel.
| Aangrenzende gemeenten | Aangrenzende gemeenten | Aangrenzende gemeenten | Aangrenzende gemeenten | Aangrenzende gemeenten |
| ---------------------- | ---------------------- | ---------------------- | ---------------------- | ---------------------- |
| Zoersel                |                        | Malle                  |                        | Lille                  |
|                        |                        |                        |                        |                        |
| Zandhoven              |                        |                        |                        |                        |
|                        |                        |                        |                        |                        |
|                        |                        | Grobbendonk            |                        | Herentals              |

## Bezienswaardigheden

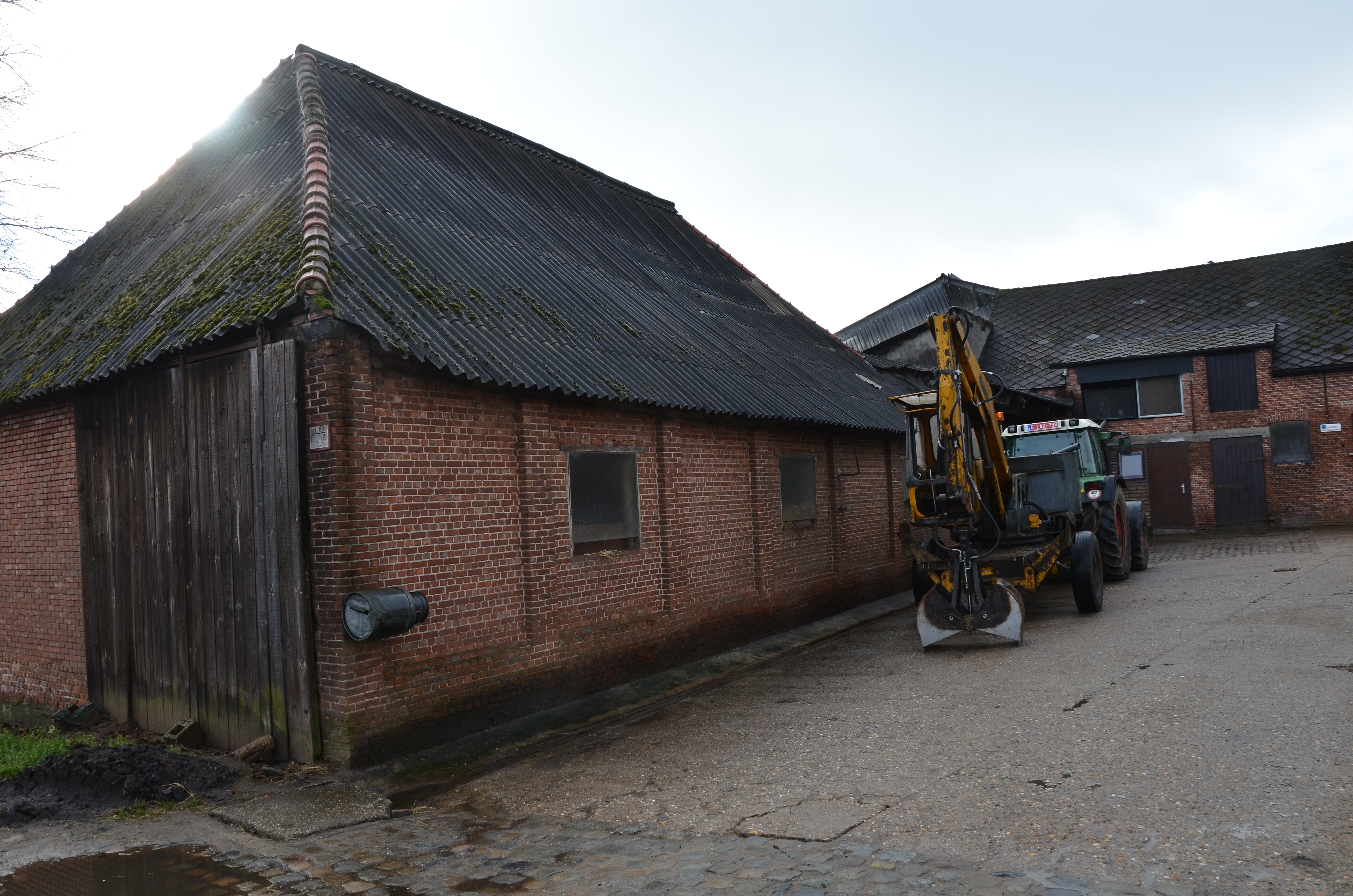
Kempense schuur

- Kasteel Borrekens is een waterkasteel. Het werd gebouwd omstreeks 1270 door de ridders van Rotselaar. In 1678 werd het heropgebouwd en werd het omringd met stenen muren. Het kasteel bestaat uit wit zandsteen afkomstig uit Vilvoorde. Het werd bewoond door baron Raymond De Borrekens die in 1999 overleed.
- Op de Markt staat een schandpaal. Hij werd in het jaar 1759 opgericht door graaf van de Werve. Deze onlangs gerestaureerde schandpaal is vervaardigd uit blauwe hardsteen, en rust op een voetstuk met drie treden.
- De Sint-Pieterskerk heeft een merkwaardige toren met een peervormige spits. De kerk is beschermd als erfgoed.
- De Schranshoeve is een omgrachte hoeve. Deze werd rond 1580, in de tijd van de godsdiensttwisten, opgericht als toevluchtsoord, een schans. Later heeft hier onder meer kardinaal Van Roey gewoond.

## Natuur en landschap
Vorselaar ligt in de Kempen op een hoogte van 9-16 meter. Ten zuiden van de kom ligt de vallei van de Kleine Nete.
In het oosten vindt men ook de Bosbeek die in de Aa uitmondt.
Het grondgebied is redelijk bosrijk met in het noordwesten het natuurgebied Krabbels-Lovenhoek. Een ander natuurgebied is Schupleer-Graafweide

## Demografie

### Demografische ontwikkeling
- Bronnen:NIS, Opm:1806 tot en met 1981=volkstellingen; 1990 en later= inwonertal op 1 januari

| Inwoners van jaar tot jaar op 1 januari 1992 tot heden | Inwoners van jaar tot jaar op 1 januari 1992 tot heden | Inwoners van jaar tot jaar op 1 januari 1992 tot heden |
| jaar                                                   | Aantal                                                 | Evolutie: 1992=index 100                               |
| ------------------------------------------------------ | ------------------------------------------------------ | ------------------------------------------------------ |
| 1992                                                   | 6.947                                                  | 100,0                                                  |
| 1993                                                   | 7.031                                                  | 101,2                                                  |
| 1994                                                   | 7.064                                                  | 101,7                                                  |
| 1995                                                   | 7.089                                                  | 102,0                                                  |
| 1996                                                   | 7.190                                                  | 103,5                                                  |
| 1997                                                   | 7.284                                                  | 104,9                                                  |
| 1998                                                   | 7.360                                                  | 105,9                                                  |
| 1999                                                   | 7.353                                                  | 105,8                                                  |
| 2000                                                   | 7.353                                                  | 105,8                                                  |
| 2001                                                   | 7.352                                                  | 105,8                                                  |
| 2002                                                   | 7.344                                                  | 105,7                                                  |
| 2003                                                   | 7.309                                                  | 105,2                                                  |
| 2004                                                   | 7.323                                                  | 105,4                                                  |
| 2005                                                   | 7.282                                                  | 104,8                                                  |
| 2006                                                   | 7.359                                                  | 105,9                                                  |
| 2007                                                   | 7.419                                                  | 106,8                                                  |
| 2008                                                   | 7.399                                                  | 106,5                                                  |
| 2009                                                   | 7.466                                                  | 107,5                                                  |
| 2010                                                   | 7.526                                                  | 108,3                                                  |
| 2011                                                   | 7.559                                                  | 108,8                                                  |
| 2012                                                   | 7.640                                                  | 110,0                                                  |
| 2013                                                   | 7.702                                                  | 110,9                                                  |
| 2014                                                   | 7.689                                                  | 110,7                                                  |
| 2015                                                   | 7.773                                                  | 111,9                                                  |
| 2016                                                   | 7.777                                                  | 111,9                                                  |
| 2017                                                   | 7.778                                                  | 112,0                                                  |
| 2018                                                   | 7.848                                                  | 113,0                                                  |
| 2019                                                   | 7.861                                                  | 113,2                                                  |
| 2020                                                   | 7.936                                                  | 114,2                                                  |
| 2021                                                   | 7.995                                                  | 115,1                                                  |
| 2022                                                   | 8.019                                                  | 115,4                                                  |
| 2023                                                   | 8.044                                                  | 115,8                                                  |
| 2024                                                   | 8.034                                                  | 115,6                                                  |
| 2025                                                   | 8.079                                                  | 116,3                                                  |

## Politiek

### Structuur
De gemeente Vorselaar maakt deel uit van het kieskanton Herentals, gelegen in het provinciedistrict Herentals, het kiesarrondissement Mechelen-Turnhout en ten slotte de kieskring Antwerpen.
| Vorselaar        | Vorselaar        | Supranationaal         | Nationaal                         | Nationaal           | Gemeenschap         | Gewest              | Provincie           | Arrondissement    | Provinciedistrict | Kanton          | Gemeente        |
| ---------------- | ---------------- | ---------------------- | --------------------------------- | ------------------- | ------------------- | ------------------- | ------------------- | ----------------- | ----------------- | --------------- | --------------- |
| Administratief   | Niveau           | Europese Unie          | België                            | België              | Vlaanderen          | Vlaanderen          | Antwerpen           | Turnhout          | Turnhout          | Turnhout        | Vorselaar       |
| Administratief   | Bestuur          | Europese Commissie     | Belgische regering                | Belgische regering  | Vlaamse regering    | Vlaamse regering    | Deputatie           | Deputatie         | Deputatie         | Deputatie       | Gemeentebestuur |
| Administratief   | Raad             | Europees Parlement     | Kamer van volksvertegenwoordigers | Vlaams Parlement    | Vlaams Parlement    | Vlaams Parlement    | Provincieraad       | Provincieraad     | Provincieraad     | Provincieraad   | Gemeenteraad    |
| Kiesomschrijving | Kiesomschrijving | Nederlands Kiescollege | Kieskring Antwerpen               | Kieskring Antwerpen | Kieskring Antwerpen | Kieskring Antwerpen | Kieskring Antwerpen | Mechelen-Turnhout | Herentals         | Herentals       | Vorselaar       |
| Verkiezing       | Verkiezing       | Europese               | Federale                          | Federale            | Vlaamse             | Vlaamse             | Provincieraads-     | Provincieraads-   | Provincieraads-   | Provincieraads- | Gemeenteraads-  |

### Geschiedenis

#### Burgemeesters
| Tijdspanne | Tijdspanne    | Burgemeester                           |
| ---------- | ------------- | -------------------------------------- |
|            | ? - An XII    | Carolus Anthonis                       |
|            | An XII - 1806 | Joannes Franciscus Seykens             |
|            | 1806 - 1818   | Carolus Anthonis                       |
|            | 1818 - ?      | Van Noten                              |
|            | 1830 - 1836   | Guilliame Mennekens                    |
|            | 1837 - 1845   | Petrus Van Eynde                       |
|            | 1854 - 1855   | J.B. Van den Broeck                    |
|            | 1855 - 1872   | Philippe van de Werve                  |
|            | 1873 - 1878   | Jos Daems                              |
|            | 1879 - 1885   | Jozef Verhaert                         |
|            | 1885 - 1895   | Frans Suys                             |
|            | 1896 - 1920   | Karel Van Roey                         |
|            | 1921 - 1938   | Emile Claeys                           |
|            | 1938 - 1939   | Raymond de Borrekens                   |
|            | 1939 - 1947   | Louis de Borrekens                     |
|            | 1940          | J. Verhoeven (waarnemend burgemeester) |
|            | 1947 - 1948   | Alfons Peeters                         |
|            | 1948 - 1969   | Raymond de Borrekens                   |
|            | 1971 - 1982   | Daniël Claes                           |
|            | 1983 - 1994   | Hugo Janssens (CDE)                    |
|            | 1995 - 2000   | Eddy Steijnen (CVP)                    |
|            | 2001 - 2006   | Hugo Janssens (CDE)                    |
|            | 2007 - 2024   | Lieven Janssens (ActieV)               |
|            | 2024 - heden  | Simon Dens (Koester 2290)              |

#### Legislatuur 1995 - 2000
De Christen Democratische Eenheid (CDE) werd met grote sprong de grootste partij, lijsttrekker Hugo Janssens behaalde het hoogste aantal voorkeursstemmen, 1.192. Burgemeester werd Eddy Steijnen, hij leidde een anti-CDE-coalitie van CVP, EGB en SP.

#### Legislatuur 2001 - 2006
Eigentijds Gemeentebeleid (EGB) en VLD bundelde de krachten in een kartellijst, lijsttrekster was Ann De Cnodder. Burgemeester was Hugo Janssens (CDE), hij leidde een coalitie van CDE en VLD-EGB. Schepen waren voorts Jef Olieslagers (CDE), Ann De Cnodder (VLD), Daniël Claes en Tjen Mariën (beide EGB).

#### Legislatuur 2007 - 2012
In de aanloop naar de verkiezingen werd de CDE omgevormd tot ActieV. Kort daarop maakte oud-burgemeester Eddy Steijnen zijn overstap van de CVP naar ActieV bekend, later volgde ook de overstap van Annick Van Leemput (sp.a). Grote verrassing was Jos Bakelants die met zijn eenmanspartij Alles Moet Anders (AMA) bijna 10% van de kiezers overtuigde. In augustus 2011 maakte gemeenteraadslid Jos Bakelants (AMA) zijn overstap naar N-VA bekend.

#### Legislatuur 2013 - 2018
In de aanloop naar de lokale verkiezingen werd bekend dat het kartel tussen Open Vld en de EGB werd stopgezet. De laatstgenoemde partij werd ontbonden nadat zowel Tjén Mariën en Daniël Claes zich terugtrokken uit de lokale politiek. Burgemeester is Lieven Janssens van ActieV. Deze partij heeft de meerderheid met 12 op 19 zetels. In 2016 werd Lieven Janssens verkozen tot beste burgemeester van Vlaanderen in het Grote Gemeenterapport van Het Nieuwsblad.

#### Legislatuur 2019 -2024
ActieV haalde met Lieven Janssens de absolute meerderheid van 15 op 19 zetels. CD&V bleef met 4 zetels als enige oppositie over.

#### Legislatuur 2024-2030
De lijst Koester 2290, waaronder CD&V opkwam, behaalde een nipte absolute meerderheid van 10 op 19 zetels, maar sloot desalniettemin toch een coalitie met de lokale partij ActieV, zodat er geen oppositie meer overbleef. Simon Dens (Koester 2290) werd burgemeester.

#### Resultaten gemeenteraadsverkiezingen sinds 1976
| Partij of kartel     | Partij of kartel                       | 10-10-1976 | 10-10-1976 | 10-10-1982 | 10-10-1982 | 9-10-1988 | 9-10-1988 | 9-10-1994 | 9-10-1994 | 8-10-2000 | 8-10-2000 | 8-10-2006 | 8-10-2006 | 14-10-2012 | 14-10-2012 | 14-10-2018 | 14-10-2018 | 13-10-2024 | 13-10-2024 |
| Stemmen / Zetels     | Stemmen / Zetels                       | %          | 17         | %          | 17         | %         | 17        | %         | 17        | %         | 19        | %         | 19        | %          | 19         | %          | 19         | %          | 19         |
| -------------------- | -------------------------------------- | ---------- | ---------- | ---------- | ---------- | --------- | --------- | --------- | --------- | --------- | --------- | --------- | --------- | ---------- | ---------- | ---------- | ---------- | ---------- | ---------- |
|                      | CDE1/ ActieV2                          | -          |            | -          |            | -         |           | 42,461    | 8         | 32,091    | 6         | 29,272    | 6         | 50,062     | 12         | 73,472     | 15         | 42,02      | 9          |
|                      | CDP1/ COB2/ CVP3/ CD&V4/ Koester 22905 | 73,531     | 13         | 21,272     | 3          | 59,13     | 12        | 22,823    | 4         | 24,543    | 5         | 27,064    | 6         | 20,314     | 4          | 26,534     | 4          | 50,15      | 10         |
|                      | SP1/ sp.a2                             | 26,471     | 4          | 33,571     | 6          | 10,481    | 1         | 12,211    | 1         | 12,871    | 2         | 11,562    | 2         | 7,672      | 1          | -          |            | -          |            |
|                      | Alles Moet Anders1/ N-VA2              | -          |            | -          |            | -         |           | -         |           | -         |           | 9,851     | 1         | 14,632     | 2          | -          |            | -          |            |
|                      | VLD-EGBA/ Open Vld1                    | -          |            | -          |            | -         |           | -         |           | 30,5A     | 6         | 22,25A    | 4         | 7,331      | 0          | -          |            | -          |            |
|                      | Eigentijds Gemeentebeleid1/ VLD-EGBA   | -          |            | 45,161     | 8          | 25,951    | 4         | 22,511    | 4         | 30,5A     | 6         | 22,25A    | 4         | -          |            | -          |            | -          |            |
|                      | Vorselaar Anders                       | -          |            | -          |            | -         |           | -         |           | -         |           | -         |           | -          |            | -          |            | 7,9        | 0          |
|                      | SV                                     | -          |            | -          |            | 2,43      | 0         | -         |           | -         |           | -         |           | -          |            | -          |            | -          |            |
|                      | VVDV                                   | -          |            | -          |            | 2,04      | 0         | -         |           | -         |           | -         |           | -          |            | -          |            | -          |            |
| Totaal stemmen       | Totaal stemmen                         | 3753       | 3753       | 4477       | 4477       | 4808      | 4808      | 5124      | 5124      | 5414      | 5414      | 5598      | 5598      | 5761       | 5761       | 5970       | 5970       | 4405       | 4405       |
| Opkomst %            | Opkomst %                              |            |            |            |            | 96,76     | 96,76     | 95,28     | 95,28     | 94,42     | 94,42     | 95,76     | 95,76     | 93,98      | 93,98      | 95,0       | 95,0       | 69,3       | 69,3       |
| Blanco en ongeldig % | Blanco en ongeldig %                   | 5,6        | 5,6        | 4,98       | 4,98       | 3,33      | 3,33      | 5,23      | 5,23      | 6         | 6         | 6,40      | 6,40      | 3,16       | 3,16       | 4,2        | 4,2        | 0,9        | 0,9        |

De zetels van de gevormde coalitie staan vetjes afgedrukt. De grootste partij is in kleur.

## Sport

### Evenementen
Merkentrofee: In de jaren 70 en 80 van de 20ste eeuw werd er jaarlijks een motorcrosswedstrijd gehouden op de Berkelheide. Hieraan namen rijders als Harry Everts, Eric Geboers, George Jobe en André Malherbe deel, die streden tegen de beste buitenlanders.

## Bekende Vorselarenaren
Bekende personen die geboren of woonachtig zijn of waren in Vorselaar of een andere significante band met de gemeente hebben:
- Maria Van Loock "Mie Broos" (1839-1927), volksgenezeres
- Jozef Ernest Van Roey (1874-1961), aartsbisschop, kardinaal en metropoliet
- Ward Sels (1941), wielrenner
- Rosa Sels (1943), wielrenster
- Fons Brydenbach (1954-2009), atleet
- Erik Goris (1954), acteur
- Marleen Mols (1955), atlete
- Daniel Willems (1956-2016), wielrenner
- Paul Herygers (1962), veldrijder
- Bart Wellens (1978), veldrijder
- Lucien Olieslagers, (1936-2021) voetballer
- Lauren Müller  (1988), actrice
- Jan Bakelants (1986), wielrenner

## Trivia
- In 2016 werd Vorselaar verkozen tot beste gemeente om te wonen door Het Nieuwsblad.[20]
- Het kasteel De Borrekens deed dienst als locatie in de serie Parade's End.[21]

## Nabijgelegen kernen
Grobbendonk, Poederlee, Herentals